# Stošové z Kounic
Stošové z Kounic (v německé podobě Stooss von Kaunitz) byl slezský šlechtický rod, který držel panství ve Slezsku, zejména na Opavsku, Krnovsku, Ratibořsku, Opolsku a dále též v Čechách, Moravě, Dolním Slezsku a Braniborsku.

## Jméno
Jméno rodu pochází od jména Štos případně variant Stosch, Stwosz, které se objevovaly v Dolním Slezsku v první polovině třináctého století v okolí cisterciáckého kláštera v Jindřichově (Henryków) u Minsterberku. V regestech v Horním Slezsku je uváděna varianta jména Stoss. 

## Historie
Podle rodové legendy měl předek rodu pocházet se Slavonie. Podle Jána Sinapiuse měl být domnělým předkem rodu Otto Stoss žijící okolo roku 1181. V knize Jindřichovského kláštera byl prvně zmíněn v roce 1227 rytíř Štos, který byl vlastníkem vsi Zarzyca. Před rokem 1240 je zmíněn Nicol Stoss, který sloužil ve službách Jindřicha Pobožného. V roce 1241 byl zmíněn Petr Stoš jako syn rytíře Stoše, který byl v roce 1244 v písemných pramenech uveden jako syn Leonarda. První písemně doložený člen rodu se tak jmenoval Leonard Stoš. Petr Stoš měl syna Paška, který se v roce 1278 zřekl vsi Budzów ve prospěch Jindřichovského kláštera. V roce 1310 byl zmíněn Burchard Stošovic, který měl syny Otu, Ramvolda, Burcharda, Petra, Přeclava, Friedricha a Mikuláše. V druhé polovině 14. století se začali jednotlivý členové rodu usazovat v Opavském, Krnovském, Opolském a Ratibořském knížectví.

### Opavsko a Krnovsko
V roce 1378 byl na Opavsku prvně zmiňován Hynčík Stoš z Posutic, kdy je uveden jako svědek na listině o koupi Staré vsi opavským zemským komorníkem Mikulášem z Lubojat. Pravděpodobně měl dva syny Mikuláše a Pavlíka. Otto Stoš byl hejtmanem Opavského knížectví (1383), jeho bratrem byl Punkhart. Punkhart Stoš byl komorníkem v Krnovského knížectví (1416-1426), měl syny Jana Stoše z Chrastelova, Jiřího, Pavla a Friduše. V roce 1433 jim opavský kníže Václav II. potvrzuje vlastnictví obce Dobešov. Konrád (Kunát) Stoš z Bránic byl v letech 1413 až 1431 komorníkem Opavského knížectví. Konrád měl syny Jana, Jaráče, Kunčíka a dceru Anežku. Jaráč měl syna Kunáta. Mikuláš Stoš z Posutic působil jako úředníkem při opavských zemských deskách.
V roce 1415 získal Jindřich Štos z Albrechtic zbylé statky rodu z Vidbachu a založil tak jednu z větví rodu Stošů z Albrechtic, další větve rodu na Opavsku a Krnovsku byly již zmíněny Stošové z Branic, Stošové z Posutic, dále se rod rozvětvil o větve Stošů z Chrastelova, Stošů z Bravinného a větev Mikuláše Stoše na Hošťálkovech.
Pavlík Stoš založil větev, která si za sídlo zvolila Štítinu. Pavlík měl dva syny. Václav Stoš zdědil Posutice a Jaroslav Stoš roku 1461 získal Štítinu. Jeho syn Jan Stoš byl maršálkem opolského knížete Hanuše. V roce 1497 byl těžce raněn, když svým tělem kryl v kostele sv. Josefa v Nise Mikuláše Opolského (bratra Hanuše) před rozzuřeným davem. Jan Stoš se stal zakladatelem opolské větve, která si za přídomek zvolila z Tvaroškova. Jaroslav Stoš měl ještě syna Petra Stoše, který zdědil Štítinu a v letech 1501-1502 byl zemským sudím Opavského knížectví. Se svou manželkou Annou z Drahotuš měl syna Václava, jehož smrtí v roce 1532 vymřela štítinská větev Stošů.
Jan Stoš, syn Konráda se v roce 1440 stal majitelem statku Deštné, které před tím vlastnili olomoučtí biskupové. Jan Stoš měl 5 synů (Jana, Jiříka, Kunráta, Mikuláše a Kryštofa), kteří stáli na straně Matyáše Korvína a roku 1494 na základě rozhodnutí zemského soudu v Opavě přišli o Bránici. V roce 1508 zdědil Jiříkův syn Jan Deštné, k němuž později připojil Litultovice, Životice, Moravici a části Stěbořic a Kružberka. Jeho syn Otík zemřel po Velikonocích v roce 1573, kdy jel s Fridrichem Sedlnickým z Choltic na koni přes Ostravici ze Slezské Ostravy. Kůň v řece spadl, Otíka strhl vodní proud a on se utopil. Deštné a Litultovice zdědil Jan Stoš, který získal Zubřice jako věno při svatbě s Evou Šelihovou z Řuchova. Dále ještě získal Bobolusky, Paskov, Kravaře a dům v Opavě. Smrtí jeho syna Bohuslava roku 1593 vymřela litultovická větev rodu.

### Moravská větev
Oldřich I. Stoš z Bránic byl komorníkem (1387) a hofmistrem (1392) ve službách moravského markraběte Jošta. Oldřichovi se podařilo postupně získat Měník, Morkovice, Holubice, Kruhy, Němčičky, Rtasov, Žeravice, Běhařovice a Kupařovice. Stal se také zakladatelem moravské větve zvané Šiškové z Kounic a byl tak přímým předkem Kouniců, kteří vlastnili Slavkov u Brna. Otcem Oldřicha I. z Bránic byl z největší pravděpodobností Mikšík Šiška, sám Oldřich užíval několika zápisu svého jména: z Bránic či z Holubic. Oldřich I. Stoš z Bránic byl v roce 1406 zmíněn jako svědek Pavlíka Stoše z Posutic při řešení olomouckého půhonu, Pavlík Stoš jej nazval svým strýcem. Oldřich I. Stoš měl syna Oldřicha II. ([1429–1463), jeho manželkou byla Anna z Landštejna (1464–1497). Oldřich II. Stoš z Branic byl od roku 1451 uváděn s predikátem z Kounic, měl syny Jana Šišku z Kounic a z Dřevohostic a Oldřicha III. Šišku z Kounic(1477-1516/19). Následně predikát z Kounic začali užívat i ostatní členové rodu (opavská část - 1484, páni z Újezdce). Oldřich III. měl syny Jana, Václava, Petra a Oldřicha.

## Rozdělení rodu

### I. Linie Hornoslezská
- Stošové z Bránic
- Stošové z Posutic
- Stošové z Chrástelova
- Stošové z Kounic (Šiškové z Kounic, později Kounicové)
- Stošové z Albrechtic
- Stošové z Bravinného
- Stošové ze Štítiny
- Stošové na Hošťálkových
- Stošové ze Štibořic[4]

### II. Linie Dolnoslezská
používala převážně jména von Stosch, případně panství, kde sídlila

#### Podlinie Hlohovská
- Mondschuetz (Mojęcice)
- Schwarzau – Kreidelwitz (Czerniec – Krzydłowice)
- Gross Tschirnau, Tschirnau (Czernina)
  - baronská větev potomci Kaspera von Stosch
    - starší větev
      - hraběcí větev

    - mladší větev
- Gross Wangern, Wangern (Węgrzce)
- Rinnersdorf (Rynarcice)[4]

#### Podlinie Břežsko-lehnická
- Siegroth (Dobrzenice)[4]

## Erb
Erb Stošů má dva stonky leknínu, které vyrůstali z jednoho kořene případně křížily dle větví rodu. Lekno - Leknín v erbu používali i české rody.